# 滕伯輪
滕伯輪（1526年—1589年），字汝載，號少松，福建建寧府甌寧縣人，軍籍，明朝政治人物。

## 生平
福建鄉試第五十九名舉人。三十四歲中式嘉靖四十一年（1562年）中式壬戌科會試第二百六十二名，三甲第一百五十一名進士。授番禺令，历官吏部文选司员外郎，隆慶五年（1571年）六月升貴州按察司副使，六年十一月调浙江副使、提調學政，三年三月升右参政，五年正月升廣東按察使，六年八月升浙江右布政使，八月正月考察去职。
萬曆十一年十月以荐起广东右布政使，十三年十一月升南京都察院右僉都御史、提督操江，十五年改任都察院右副都御史、浙江巡撫。萬曆十七年（1589年）三月卒官，年六十四，贈兵部左侍郎。

## 家族
曾祖滕鏞；祖父滕澍，州同知；父滕鶴齡，通判。母陳氏。永感下。兄滕伯棠。